# Freundsberg (Adelsgeschlecht)

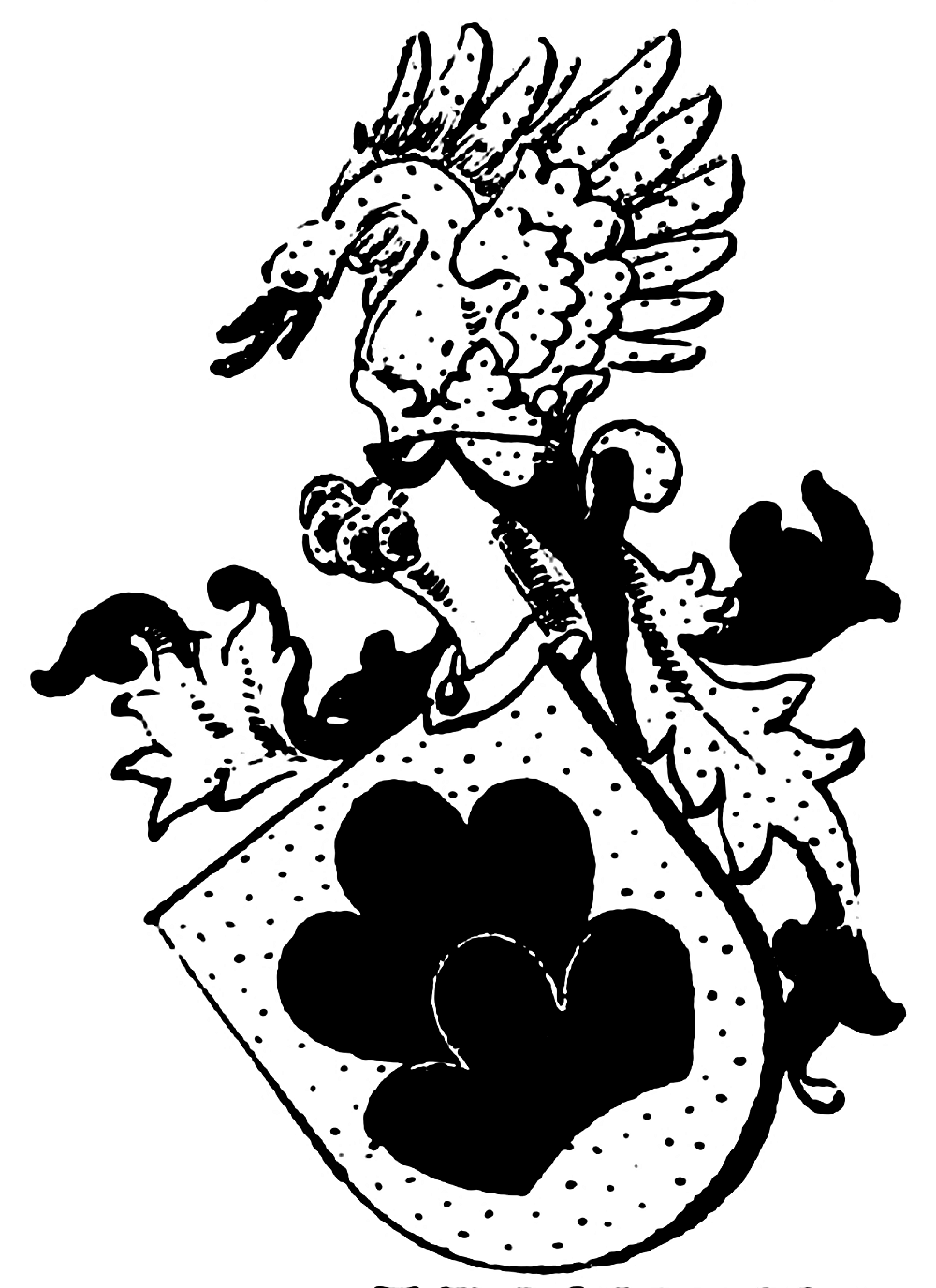
Stammwappen derer von Freundsberg

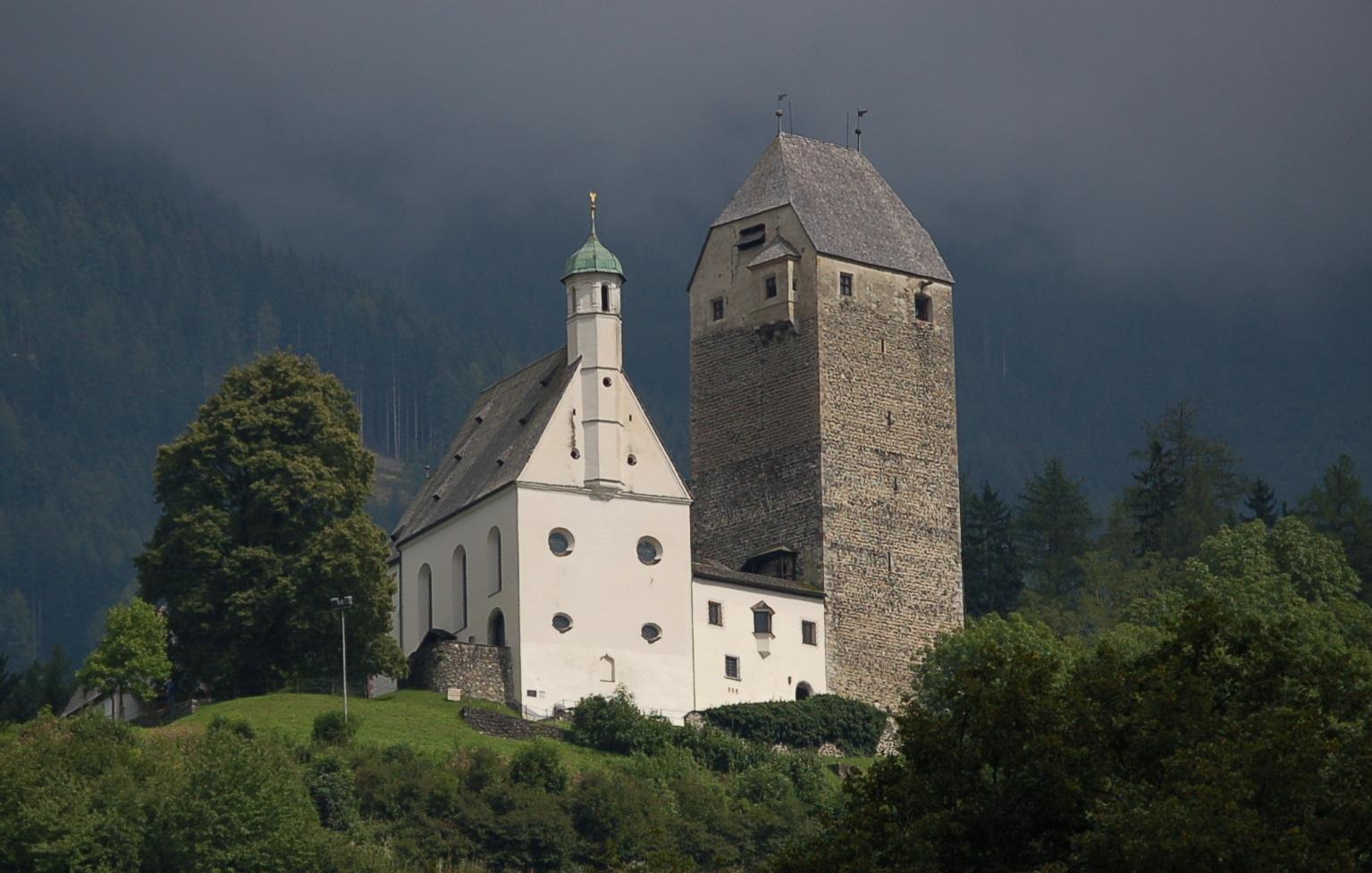
Schloss Freundsberg

Die Herren von Freundsberg (bisweilen aus Fronsberg, Frundsberg oder Fruntsberg geschrieben) stammen aus dem Tiroler Uradel und hatten ihren Stammsitz auf Schloss Freundsberg nahe Schwaz in Tirol. Sie sind 1122 urkundlich als Ministerialen der Grafen von Andechs, ab 1209 als Ministerialen im herzoglich-bayerischen Dienst und später auch als Dienstmannen der Tiroler Landesfürsten nachweisbar.
Ab 1312 verfügten sie über ein eigenes Landgericht und zählten lange zu den einflussreichsten Adelsfamilien in Tirol, verkauften jedoch ihre Stammburg 1467, erwarben zugleich die Herrschaft Mindelheim in Schwaben und verlagerten dorthin ihren Schwerpunkt, wo Georg von Frundsberg († 1528), der "Vater der Landsknechte", zum berühmtesten Mitglied der Familie wurde, die mit dessen Enkel, Georg von Frundsberg, Reichsfreiherr zu Mindelheim, 1586 in männlicher Linie erlosch.

## Geschichte
Ihren Stammsitz hatten die Freundsberg auf Schloss Freundsberg, das sie um 1150 oberhalb von Schwaz errichtet hatten. Die Burg war anfangs ein einfacher Wohnturm, wurde aber 1230 auf den romanischen Teilen der Anlage neu errichtet. 1319 wurde ein eigenes Landgericht Freundsberg mit dem Hauptort Schwaz errichtet, dessen Pfleger jahrhundertelang die Freundsberger waren. Die um Schwaz gelegenen Besitzungen lagen außerhalb der tirolischen bzw. der görz-tirolischen Einflusssphäre, auch das Landgericht war (ab 1312) von der tirolisch-landesfürstlichen Gewalt exemt. 1319 verkaufte Berthold von Freundsberg die bis dahin dem Geschlecht als freies Eigen gehörende Stammburg an König Heinrich von Böhmen und erhielt sie als landesfürstliches Lehen zurück. Im Jahre 1342 erfolgte durch Ludwig von Brandenburg eine neuerliche Belehnung der Freundsberger mit dieser Burg und dem dazugehörigen Gericht. Im Laufe der Zeit wurden die Herren von Freundsberg neben den Grafen von Rottenburg zum bedeutendsten Adelsgeschlecht im Unterinntal.
Die Freundsberger profitierten von der Randlage ihrer Besitzungen zum Hochstift Salzburg; so konnten sie sich in der 1. Hälfte des 13. Jahrhunderts im Zillertal auf Lichtenwert festsetzen und damit im Dienste Bayerns ein Gegengewicht zur Territorialpolitik des salzburgischen Erzbischofs Eberhard II. bilden. Die Burg Mehrnstein in der Nähe von Brixlegg oder Thierberg bei Kufstein dienten den Freundsbergern vorwiegend als Sitz von Urbarverwaltung und zur effizienteren Ausübung von Vogteirechten.
Die Stammburg Freundsberg wurde 1467 an Erzherzog Sigismund den Münzreichen verkauft, der die Burg zu einem Jagdschloss („Sigmundsruh“ bzw. „Siegmundsfried“) ausbauen ließ. Im Juli des gleichen Jahres hatten Barbara von Rechberg (Ehefrau des Ulrich), Ulrich von Frundsberg und dessen Bruder Hans die Herrschaft Mindelheim mit der Mindelburg in Schwaben erworben und nannten sich von da ab Fruntsberg. Barbaras und Ulrichs Nachkommen regierten bis 1586 die Herrschaft Mindelheim.

## Besitzungen der Freundsberg in Tirol
- Die Burg Falkenstein im heutigen Ortsteil Fischbach am Inn der Gemeinde Flintsbach am Inn wurde 1287 dem Konrad von Freundsberg eines schiedsgerichtlichen Vergleichs zwischen Herzog Ludwig II. von Bayern und König Rudolf I. als Pfand übertragen.
- Die auf Burg Mehrstein sitzenden Ritter von Mehrstein zählten seit ihrer Erstnennung 1266 (de Maerensteine) zum engsten Kreis der ritterlichen Mannschaft der Freundsberger; daher kann angenommen werden, dass diese Burg von Anfang an im Besitz der Freundsberger stand. Diese Veste war vorwiegend als Sitz der herrschaftlichen Urbarverwaltung gedacht. Seit Mitte des 13. Jahrhunderts hatten die Freundsberger im gegenüberliegenden Gebiet von Kramsach systematisch Güter erworben, in der Absicht, diese als Grundausstattung ihrem in der Folge gegründeten Kloster Mariathal am Eingang des Brandenberger Tales zuzuführen. Herzog Ludwig VII. bereitete Mehrnstein ein Ende, da er spätestens im Jahre 1416 die Burg auf Bitten von Erzbischof Eberhard III. von Salzburg abbrechen ließ.
- Die Burg Schintelberg[4] stand im Eigentum der Ortenburger. Im Jahre 1240 verzichtete der Spanheimer Pfalzgraf Rapoto III. von Ortenburg zugunsten des Bischofs und der Kirche von Regensburg auf Schintelberg und erhielt sie als Lehen zurück. Nach dem Tod Rapotos III. († 1246) fiel Schintelberg wieder an das Hochstift Regensburg. Schintelberg wurde darauf von den Freundsbergern zuerst pfandweise und 1266 als Lehensbesitz erworben; 1379 wurde Schintelberg an die bayerischen Herzöge verkauft. Schintelberg war bereits Anfang des 15. Jahrhunderts verfallen und ist heute nur mehr eine Burgruine.
- Die Sonnenburg bei Innsbruck scheint bereits um 1280 im teilweisen Eigenbesitz der Herren von Freundsberg gewesen zu sein, die ja unter anderem auch tirolisch-görzische Dienstmannen waren. Die Sonnenburg diente als Urbarverwaltungssitz für die im Raume Innsbruck vorhandenen Güter der Freundsberger. Mit der Burghut ihres Anteiles beauftragten die Freundsberger offenbar Angehörige ihrer ritterlichen Burgmannschaft von Matzen. Schließlich verkaufte Bertold von Freundsberg 1321 seinen Anteil an der Sonnenburg an Graf Heinrich von Tirol-Görz.
- Lichtenwert
- Thierberg bei Kufstein
- Burg Friedberg bei Volders war vermutlich eine Andechser Gründung und vermutlich von Anfang an im freundsbergischen Besitz; der hier genannte dom. Sighardus dictus Kolbe de Frideberg (1268) stand seit Mitte des 13. Jahrhunderts in einem ritterlichen Dienstverhältnis zu den Freundsbergern, die damals als herzoglich-bayerische Ministerialen auftraten.[5]
- Die Burg Matzen bei Brixlegg wurde erstmals 1278 urkundlich als Gründung der Freundsberg genannt und blieb bis 1468 im Besitz des Geschlechtes.
- Schloss Mariastein
- Schloss Tratzberg
- Der sogenannte Kärlingerturm (später auch mittlerer oder schwarzer Turm genannt) bei der Burg St. Petersberg wurde 1408 von Ulrich Kärlinger an die Freundsberger verkauft.[6] 1407 wurde St. Petersberg, das zuvor dem Bischof von Brixen zugehörig war, von Herzog Friedrich IV. an die Gebrüder Hans und Ulrich Freundsberg verliehen. Trotz mehrerer Prozesse bei der Kurie rückten die Freundsberger das Schloss bis zum Tode des letzten Lehensträger, Georg von Freundsberg († 1586), nicht mehr heraus.
- Burg Arnholz war im 14. und 15. Jahrhundert im Besitz der Freundsberger.
- Burg Straßberg (Sterzing)  in Tirol war ebenso wie St. Petersburg bei der Auseinandersetzung zwischen Herzog Friedrich IV. mit dem Bischof Ulrich von Brixen an die Freundsberger gekommen. Da diese nach 1467 nicht mehr in Tirol lebten, ließen sie Güterverwaltung von einem Pfleger vornehmen.[7]
- Grundbesitz (Weingärten) in Unterrain bei Eppan im Jahr 1490 (von Fruntsperg)[8]

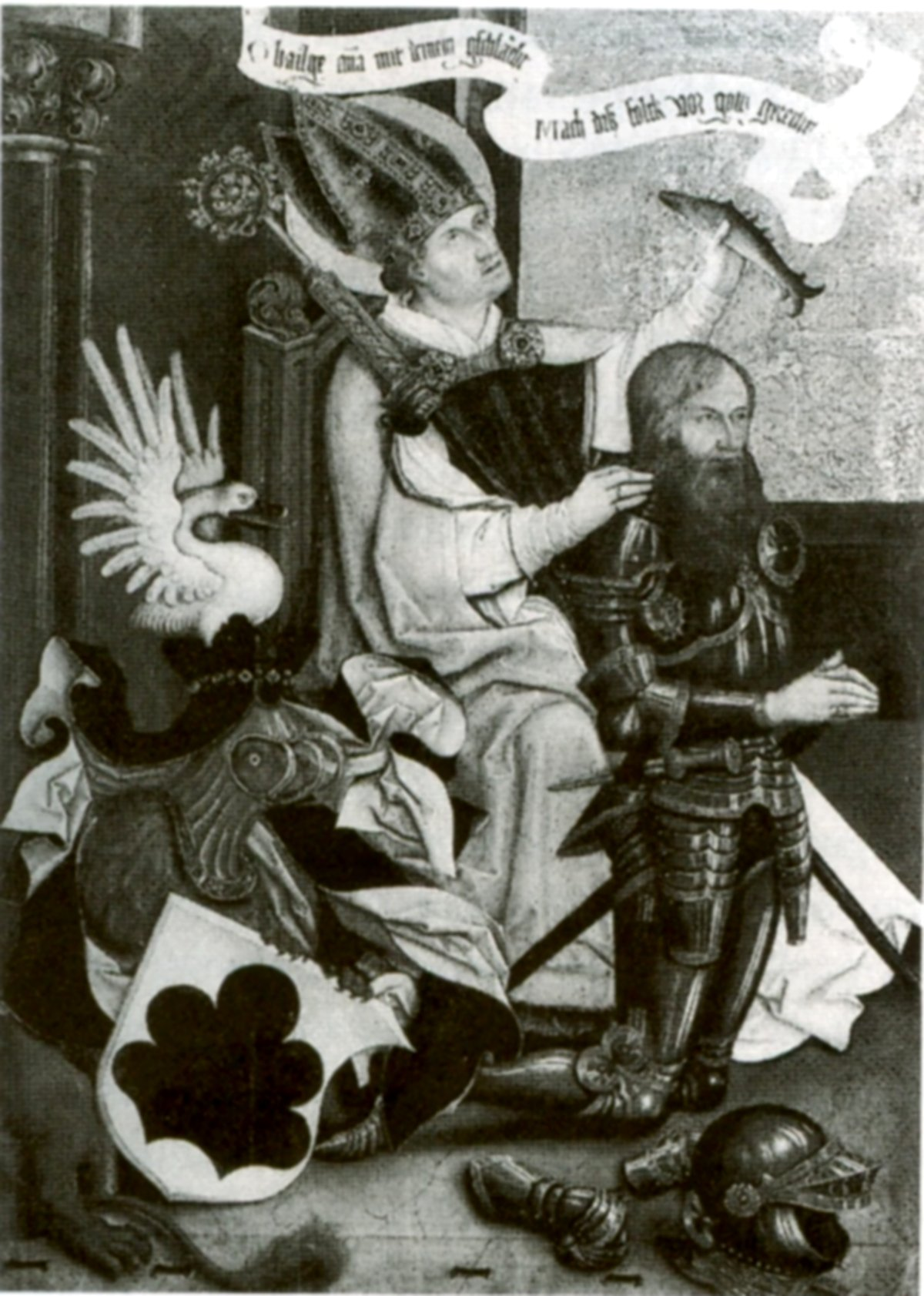
Ulrich von Frundsberg als Stifter des Familienretabels

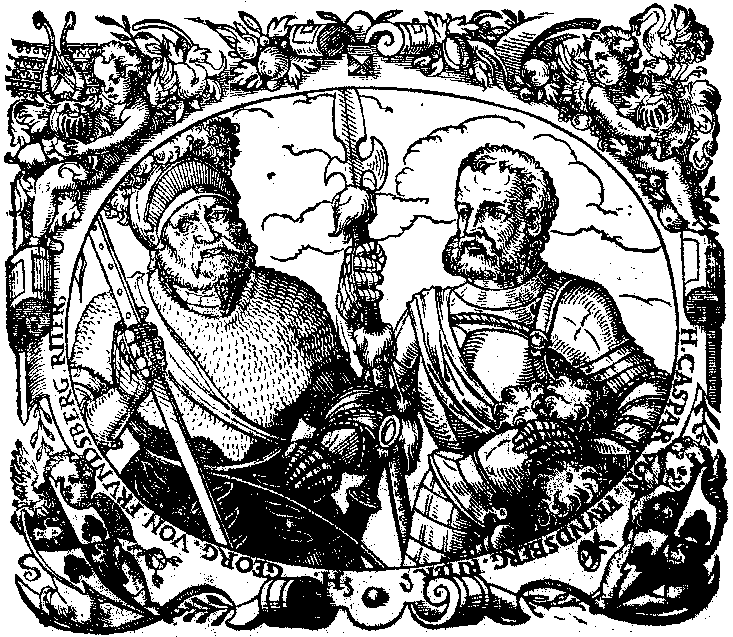
Georg und Caspar von Frundsberg

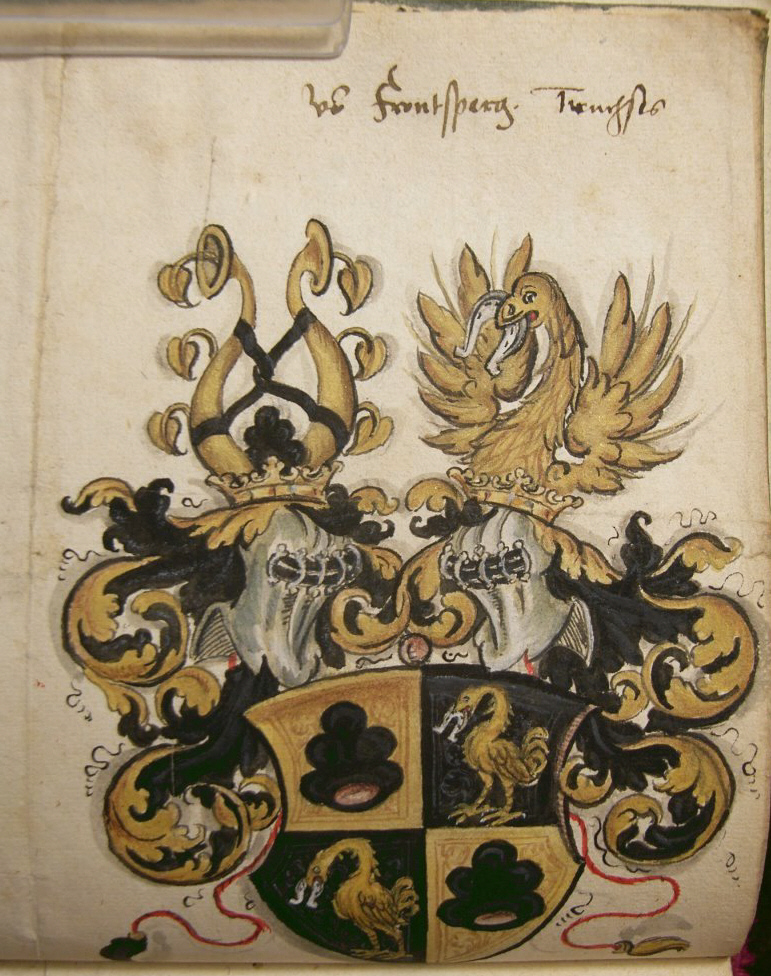
Wappen „Von Frontsberg Truchses“ aus dem 16. Jahrhundert

- Runkelstein bei Bozen

## Wappen
Blasonierung: Das Stammwappen zeigt in Gold einen aus fünf (oder sechs) Erhebungen bestehenden schwarzen „Dreiberg“; auf dem bekrönten Helm mit schwarz-goldenen Helmdecken ein wachsender goldener Schwan mit schwarzem Schnabel und roter Zunge.

## Berühmte Familienmitglieder
Die Frundsberg stellten fürstliche und Kaiserliche Räte, aber auch einen Bischof:
- Ulrich von Frundsberg, Bischof von Trient (1486–1493)
- Georg von Frundsberg (1473–1528) war ein Landsknechtsführer (Vater der Landsknechte) des Heiligen Römischen Reiches
- Kaspar von Frundsberg (1501–1536) war ebenfalls ein Landsknechtsführer

## Stammliste der Freundsberg
Quelle:
1. Ulrich von Vriundesperg (urk. kurz vor 1141)
  1. Gebehart (urk.1174–1178, 1180)
  2. Konrad (urk. 1180)
  3. Heinrich (urk. 1173–1182, 1182)
  4. Ulrich (urk. 1174–1178)
    1. Ulrich von Vriuntsperch (urk. 1180–1204)
    2. Gisela (urk. Um 1195, 1197–1199), Nonne zu Schäftlarn
    3. Luitgarde (urk. 1197–1199), Nonne im Kloster Schäftlarn
    4. Konrad (urk. 1210), Ministeriale von Herzog Ludwig I. von Bayern
      1. Meinhard (urk. 1233)
      2. Heinrich (urk. 1237, um 1270), 1237/1241 Ministeriale von Graf Albert III. von Tirol
        1. Hiltpold, um 1270
        2. Hiltprand um 1270

      3. Friedrich (urk. 1253)
      4. Elisabeth († 1263) ⚭ Friedrich von Rodank († nach 19. August 1297)
      5. Ulrich von Freundsberg, 1259 senior, 1248 Ministeriale von Herzog Otto II. von Bayern, († 17. April 1263) ⚭ Luitgard (urk. 1267)
        1. drei Schwestern (urk. 1237)
        2. Konrad (urk. 1257/1294), 1267 Ministeriale von Herzog Ludwig II. von Bayern und 1259 von Graf Meinhard II. von Tirol, Gründung von Kloster Marienthal (Ordo Praedicatorum = Dominikaner) zusammen mit Friedrich
          1. Adelheid ⚭ (vor 29. Februar 1272) Gebhard der Jüngere von Felben († nach 28. Mai 1288)
          2. Irmgard, urk. 1292
          3. Bertold, urk. 1318 und 1335–1339, Richter zu Hall, 1312/1343 ⚭ Gutta von Rottenburg, urk. 1335
            1. Konrad, 1354 Tiroler Rat, 1371 Richter zu Neuhaus, urk. 1375 ⚭ Margareta von Hoheneck
              1. Ursula, 1382, 1408, ⚭ Joachim von Villanders
              2. Elisabeth, 1380, 1429, ⚭ vor 8. Januar 1380, Haug von Goldegg 1353, † 19. September 1400 zu Salzburg

            2. Gottschalk, urk. 1358, 1375, 1364 Domherr zu Brixen
            3. Elisabeth, urk. 1340, 1349, Nonne im Kloster St. Klara zu Brixen
            4. Margareta, urk. 1360, 1368 ⚭ Wilhelm von Gerenstein († 21. April 1360)

          4. Thomas, 1346 Ritter, 1327 Pfandherr zu Marquartstein, (urk. 1292, 1350) ⚭ Katharina Haibling von Sistrans, Erbin von Liechtenwerd
            1. Hans zu Lichtenwerd, 1373 Pfleger zu Strassberg, 1356 Vetter von Peter von Matzen, 1361 als Sohn des Thomas erwähnt, († nach 17. September 1383) ⚭ Ottilia von Mareit
            2. Ulrich, genannt von Matzen
            3. Georg zu Lichtenwerd, urk. 1365, († nach 17. September 1383), ⚭ Christina von Liebenberg, ⚭ Anna von Wolkenstein, testiert 20. Februar 1396 (Schwester des Oswald von Wolkenstein), ⚭ in 2. Ehe mit Georg II. von Fraunberg zum Haag, urk. 1388, 1422
              1. Thomas, († ertrunken im Inn)
              2. Stefan, († 7. Oktober 1423), Domherr zu Salzburg
              3. Hildegard ⚭ Peter (Kaspar) von Freyberg, in 2. Ehe ⚭ mit Konrad von Rottenstein

            4. N. von Freundsberg, ⚭ Agnes von Walchen, Tochter des Ortlieb, in 2. Ehe ⚭ N. Leibnitzer, vor 1347
              1. Peter von Freundsberg und von Matzen, 1356 Vetter des Johann von Freundsberg, urk. 1347, 1360, ⚭ Katharina von Volders, urk. 1347, 1369
                1. Johann, 1343 immatrikuliert in Bologna, († 3. März 1378 zu Brixen), 1343–1367 Domherr zu Passau, 1351 Pfarrer zu Telfes, 1353 Pfarrer zu Leermoos, 1356–1371 Pater zu Imst, 1359–1377 Domherr zu Brixen, 1371–1378 Pater zu Matrei am Brenner, 1377 Pfleger des Bistums Brixen
                2. Konrad, 1354 Tiroler Rat, 1371 Richter zu Neuhaus, urk. 1363, 1381, ⚭ Katharina
                  1. Ursula, urk. 1382, 1408, ⚭ Joachim von Villanders
                  2. Elisabeth, urk. 1380, 1429, ⚭ (vor 8. Januar 1380) Haug von Goldegg, († 19. September 1400, begraben im Stift Sankt Peter (Salzburg))

        3. Friedrich, 1267 Ministeriale von Herzog Ludwig II. von Bayern, 1281 von Bischof Friedrich von Freising und bischöflicher Truchsess (urk. 1249/1304), († kurz vor 25. Januar 1308), ⚭ Mathilde (urk. 1316)
          1. Mathilde, († 18. Mai 1304 oder 21. November 1308), ⚭ (21. Mai 1280) Konrad von Goldegg 1251, (13. Juni 1299 oder 1. September 1303)
          2. Konrad, urk. 1385, 1308
          3. Friedrich, urk. 1303, Vasall des Königs Heinrich von Böhmen, † nach 1343, ⚭ Magdalena, Schwester des Zacharias von Welsperg urk. 1326, 1330
          4. Ulrich, urk. 1297, 1295, 1326 ⚭ (20. November 1297) Elisabeth von Walchen, Tochter des Otto
            1. Ulrich zu Freundsberg, 1387 Richter zu Strassberg, urk. 1351, 1390 † 1392, ⚭ Anna von Fraunhofen, 1351, Tochter von Alphard, in 2. Ehe ⚭ Agnes von Gundelfingen, in 3. Ehe ⚭ Margareta von Toerring, Tochter von Seifried I.
              1. Margareta (aus 1. Ehe), urk. 1415 ⚭ Peter von Rain
              2. Barbara (aus 1. Ehe) urk. 1389, 1425, ⚭ vor 19. Januar 1389 Heinrich von Schlandersberg, † 7. September 1422 oder 12. Dezember 1423
              3. Maria (aus 1. Ehe) ⚭ um 1385 Riprand-Hildebrand III. von Cles, † 1433 oder 1434
              4. Hans (aus 3. Ehe), Ritter zu Freundsberg, 1404, 1408 zu St. Petersburg 1407, Pfandherr zu Burg Tratzberg, 1407 Herr zu Strassberg und Sterzing, 1406 Salzburger Pfleger zu Burg Kropfsberg, † in St. Georgenberg, ⚭ Katharina von Sonnenberg, 1392, in 2. Ehe ⚭ Agnes, † 1400, in 3. Ehe ⚭ (vor 22. Mai 1400) Dorothea von Goldeck zu Wagrain und Goldeggerhof († 1438), Erbtochter des Haug von Goldegg
                1. Barbara (aus 1. Ehe), ⚭ 1403, Thomas Vintler von Rungglstein
                2. Thekla (aus 3. Ehe), Tochter 1431/1439, ⚭ 3. November 1426, Ulrich III., Vogt von Matsch und Graf zu Kirchberg, († August 1461)
                3. Wolfgang zu Freundsheim, 1427, † 11. September 1449, ⚭ Elisabeth von Freyberg, 1434, † nach 17. April 1447
                4. Ursula, † 7. August 1450

              5. Kaspar (aus 3. Ehe), 1392 (minderjährig), 1401, 1404 Tochter, ⚭ Klara, in 2. Ehe ⚭ 1404 mit Kaspar von Schlandersberg, erzherzoglicher Rat, 1399, 1416
              6. Thomas (aus 3. Ehe), 1392, 1401
              7. Ulrich Ritter, 1404, 1408 zu St. Petersberg, zu Matzen, 1385/92 (minderjährig), 1415, ⚭ vor 3. Juni 1405 Barbara von Starkenberg, † 1422/30
                1. Barbara 1461, ⚭ um 22. Juni 1438, Ulrich von Nussberg, ⚭ in 2. Ehe mit Hadmar IV. Volkerstorf, Hofmarschall in Salzburg (urk. 1439–1482)
                2. Margareta, † 23. September 1438, ⚭ vor 14. Januar 1433, Jodok Schenk von Osterwitz
                3. Osanna, 1452, 1434 in St. Klara zu Meran, ⚭ vor 2. Januar 1423, Hans Burkhard von Ellerbach, 1452 Tochter
                4. Helena, 1439, 1451 (Tochter), ⚭ Veit von Wolkenstein
                5. Osanna, Äbtissin von Kloster St. Klara in Meran
                6. Sigmund, Ritter 1423, 1438, 13. Juli 1444 Tochter, ⚭ Dorothea von Seben (Tochter der Hans und der Margarita von Wolkenstein), in 2. Ehe ⚭ 29. September 1445 Andreas von Weißpriach
                  1. Sophie ⚭ 1442, Friedrich von Freyberg
                  2. Ulrich, 1452 Ritter, 1450 zu Freundsheim und hälftig zu Freundsberg, 1467 zu Lichtenberg, Matzen und Freundsberg, 1467 Herr von Mindelheim, erzherzoglicher und kaiserlicher Rat, 1444 (minderjährig), † 11. August 1501, ⚭ Barbara von Rechberg, Tochter des Bero von Babenhausen, Mindelheim und Kellmünz, † 17. März 1506
                  3. Hans, 1466 zu St. Petersberg, 1467 zu Freundsberg, 1444 (minderjährig), 1493, ⚭ Elisabeth von Fraunberg zu Haidenburg, Tochter des Hans IV. zu Haidenburg und der Barbara Marschall von Oberndorf, † 1473, begraben in Weihenstephan

## Stammliste der Frundsberg, Herren von Mindelheim
NN

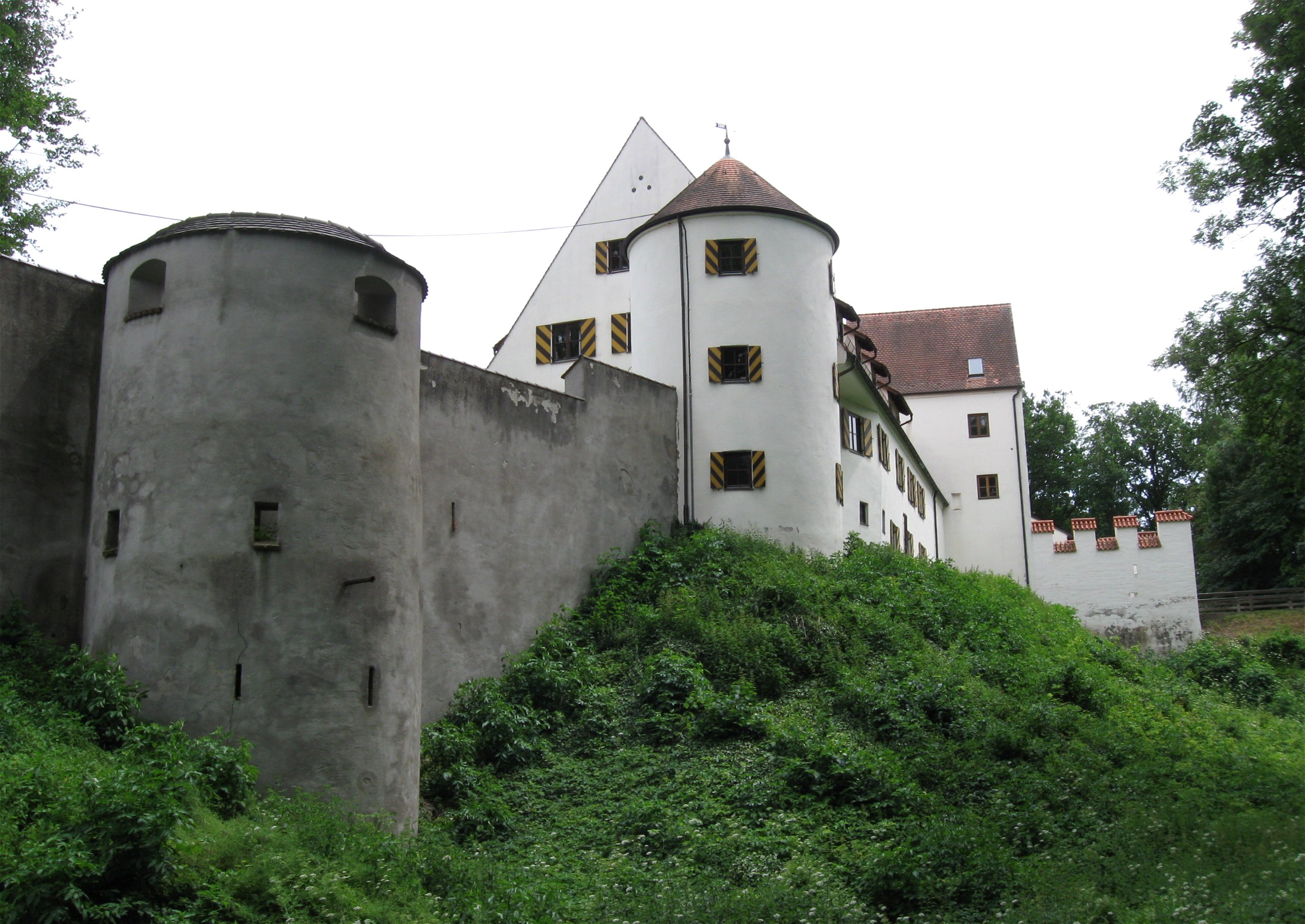
Mindelburg 2012

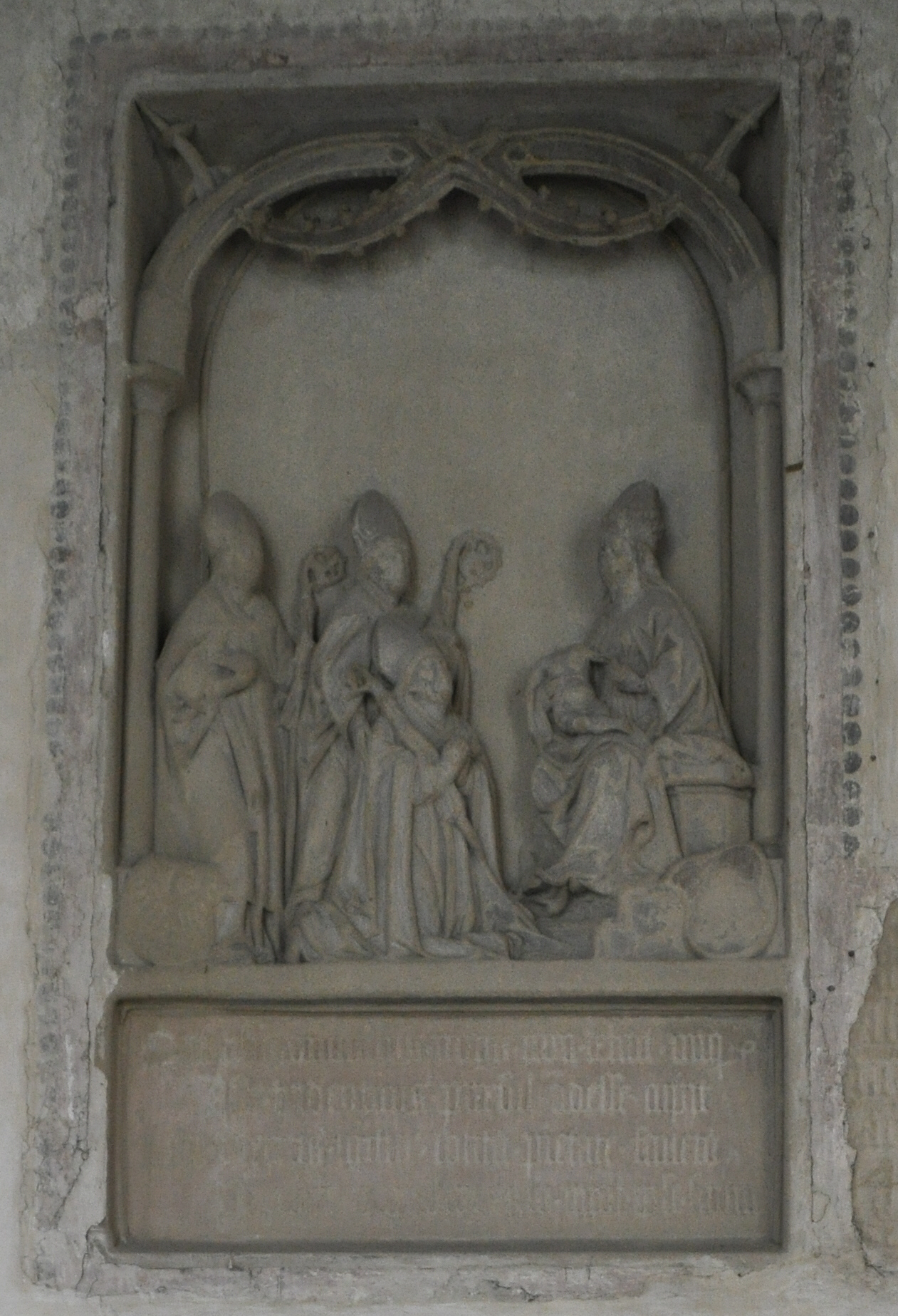
Epitaph Ulrich von Frundsberg († 1493), Bischof von Trient, Kreuzgang des Augsburger Domes

1. Ulrich von Freundsberg, 1467 Herr zu Mindelheim, † 11. August 1501, ⚭ Barbara von Rechberg, † 17. März 1506
  1. Hans, † 1500, ⚭ 1482 Helene von Rechberg, Tochter des Wilhelm von Weissenstein, † nach 25. Juni 1523
  2. Ulrich, erzherzoglicher Rat, † 10. August 1493, 1469 Domherr zu Brixen, 1471–1489 Domherr zu Freising, 1473–1485 Domherr zu Augsburg, 1486 Elekt, 1488–1493 Bischof von Trient
  3. Thomas, 1479, † 1497, ⚭ Ursula Truchsessin von Waldburg, Tochter des Johann zur Trauchburg
    1. Hans, 1501 Herr zu Mindelheim, † Eichstätt 27. Mai 1529, 1502 Domherr zu Augsburg, 1527 Domherr zu Eichstätt, 1503 immatrikuliert in Freiburg im Breisgau, 1509–1513 Domherr zu Brixen (resigniert), 1513–1515 Canonikus zu Ellwangen (resigniert)
    2. Ulrich, 1501 Herr zu Mindelheim, Deutschordensritter
    3. Thomas, 1502 Herr zu Mindelheim, † 13. November 1525, begraben in Bozen; ⚭ vor 10. Januar 1516 mit Margareta von Niederthor, † nach 1549, ⚭ in 2. Ehe mit Christoph Graf von Lupfen zu Stühlingen, † 27. April 1546 oder 5. Mai 1548
    4. Kaspar, um 1510 Domherr zu Augsburg, 1513–1524 Domherr zu Brixen (resigniert)
    5. Christoph, 1501 Herr zu Mindelheim, † 1523 in Spanien
    6. Adam, 1501 Herr zu Mindelheim
    7. Irmela (Irmgard) Nonne im Kloster Königsfelden, † auf Schloss Waldsee
    8. Ursula, † 1514; ⚭ Heinrich von Stain zu Hürben
    9. Anna, † 1521, ⚭ Heinrich von Nussdorf, Marschall im Erzbistum Salzburg
    10. Barbara, ⚭ 30. Januar 1514 Georg von Rechberg zu Kellmünz
    11. Magdalena, † 1520; ⚭ Roland von Schroffenstein

  4. Kaspar, † jung
  5. Wolfgang, † jung
  6. Siegmund, † jung
  7. Christoph, † jung
  8. Adam, 1505–1517 Hauptmann des Schwäbischen Bundes, Landvogt von Augsburg, 1517 Herr Zu Mindelheim, † 12. Januar 1518 in Mindelheim
  9. Eva, † 1481, ⚭ Degen Fuchs von Fuchsberg († 1542)
  10. Barbara, † 1533, ⚭ Hans Jakob von Bodman zu Bodman und Friedingen, † 14. Dezember 1501
  11. Magdalena, † 1515, ⚭ 1496, Hieronymus von Rosenberg
  12. Agnes, † 1510, ⚭ Albrecht von Wildenstein zu Breiteneck
  13. Georg I., 1504 Ritter, 1501 Herr zu Mindelheim, 1504 Herr zu Runkelstein, 1515 kaiserlicher Rat, 1517 oberster Feldhauptmann der Grafschaft Tirol, 1519 Oberster des Schwäbischen Bundes, 1523 königlicher Hofrat, * 24. September 1473 zu Mindelheim, † 20. August 1528; ⚭ 1500 Katharina von Schrofenstein, † 24. Februar 1518, Tochter des Oswald und der Praxidis von Wolkenstein; ⚭ in 2. Ehe 11. September 1519, Anna von Lodron, Augsburgisches Bekenntnis, † 12. November 1556, Tochter des Paris Otto Antonio und der Maria Anna N., ⚭ in 2. Ehe 1533, Erasmus Schenk zu Limpburg, † 25. November 1553
    1. Anna (aus 1. Ehe) † 3. Januar 1554; ⚭ 3. Januar 1520 Wolf von Maxlrain, Herr zu Waldeck, † in München 20. September 1559
    2. Katharina (aus 1. Ehe), ⚭ Johann VII. von Degenberg, † 26. Juli 1559, begraben in Schwarzach
    3. Barbara, † 1511/13
    4. Baltahsar, 1528, † nach 1530
    5. Melchior (aus 1. Ehe), 1523 immatrikuliert in Wittenberg, * 17. Februar 1507, † in Rom, 12. Januar 1528, 1524/25 Domherr zu Augsburg (resigniert)
    6. Siguna (aus 2. Ehe), * 1522, ⚭ Erasmus von Venningen, † 1582.
    7. Georg Philipp (aus 2. Ehe), * 1524, † klein
    8. Hans Konrad, * 1524, † klein
    9. Kaspar (aus 1. Ehe) ⚭1510, 1524, Domherr zu Augsburg und Brixen, 1528 Herr zu Mindelheim, * 5. Juli 1501 in Mindelheim, bestattet zu Mindelheim am 31. August 1536; ⚭ 2. Mai 1529, Margarete von Firmian
      1. Katharina, *1530, † 27. April 1582; ⚭ 1550 Heinrich Truchsess von Waldburg zu Zeil und Wolfegg, † 24. September 1562, ⚭ in 2. Ehe 23. September 1572 Otto Heinrich Graf zu Schwarzenberg (1556), † in München 11, August 1590
      2. Paula, * 1532
      3. Georg, Nördlingen 18. März 1547, Freiherr zu Mindelheim, Kaiserlicher Obrist, * 1533, † 1. November 1586, letzter männlicher Nachfolger; ⚭ 1564 Barbara Gräfin von Montfort, Tochter des Grafen Hugo XIV. in Tettnang und der Witwe des Christoph I, Graf zu Fürstenberg, † 2. Dezember 1592
      4. Ulrich, * 1534, † 1537.
      5. Kaspar, *1536, † 1537

## Gedenkstätten an die Freundsberg
Eine von Ludwig Penz 1916 entworfene und 1954 gegossene Statue des Jörg von Fruntsberg schmückt das Schwazer Rathaus. Eine weitere Büste des Georg steht in der Gedenkstätte Heldenberg in Niederösterreich. In der k.u.k. Monarchie gab es ein Frundsberg genanntes Schiff, die SMS Frundsberg. In der NS-Zeit bestand die 10. SS-Panzer-Division „Frundsberg“. In der Gedenkstätte Walhalla bei Donaustauf ist ebenfalls eine Büste des Georg aufgestellt. In Innsbruck erinnert die Freundsbergstraße im Stadtteil Reichenau an Georg von Frundsberg.